# Incanto (Gianni Celeste)
Incanto è il trentacinquesimo album del cantante italiano Gianni Celeste, cantato in lingua napoletana, pubblicato nel 2002.

## Tracce
1. Muchacha mia
2. C'è sempre lui
3. Laura non so chi è
4. Mela avvelenata
5. Guagliò
6. Un ragazzo come me
7. Mai più
8. 'E vicchiarielle
9. Ammore mio luntane
10. Llà... llà... llà...